# Sudiebnik Iwana IV

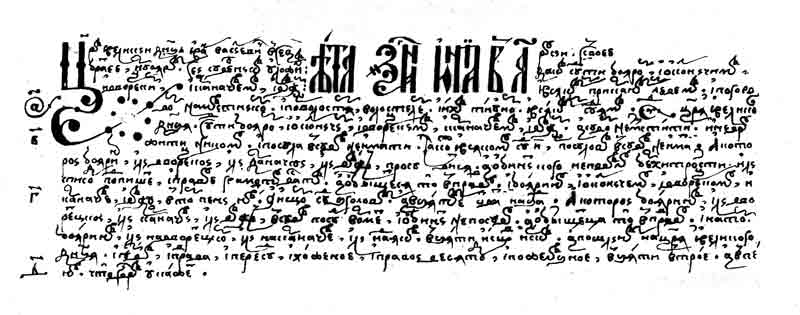
Strona tytułowa Sudiebnika Iwana IV

Sudiebnik Iwana IV, Carski Sudiebnik (ros. Судебник Ивана IV) – zbiór praw, wprowadzony przez Iwana Groźnego w 1550 roku. Kodyfikacja prawa rozpoczęła okres reform ustrojowych w państwie rosyjskim. Zmiany polegały na wyjęciu spod jurysdykcji urzędników dzieci bojarskich, stanowiących podporę władzy monarchy. Miały odtąd podlegać jedynie carowi, który sprawował nad nimi władzę sądowniczą. Kolejne zmiany dotyczyły systemu władz lokalnych. Lokalni urzędnicy wyższych szczebli mieli być wybierani przez miejscowe bojarstwo, a nie jak dotąd na drodze mianowania. Powołano stały korpus strzelecki, składający się z trzech tysięcy strzelców. Szeregowemu bojarstwu nadano majątki ziemskie. Posiadłości ziemskie ludzi służebnych zrównano co do wielkości.